# Bombardování starého telavivského centrálního autobusového nádraží 1948
Bombardování starého telavivského centrálního autobusového nádraží se odehrálo 18. května 1948, čtyři dny po vyhlášení nezávislosti Izraele. Egyptské vojenské letectvo bombardovalo staré telavivské centrální autobusové nádraží a zabilo 42 lidí.

## Pozadí
K útoku došlo během první arabsko-izraelské války v roce 1948, kdy egyptské jednotky bombardovaly Tel Aviv a zabily celkem 150 lidí.

## Bombardování
K bombardování došlo 18. května, kdy egyptské letouny Douglas C-47 Skytrain zaútočily na autobusové nádraží, které bylo v té době přeplněné cestujícími. Deník The Palestine Post (nyní The Jerusalem Post) uvedl, že budovou otřásla „padesátikilová tříštivá bomba“. Celkem zahynulo 42 osob, včetně čtyř členů společnosti Dan Bus Company. Více než 100 osob bylo zraněno.

## Následky
Autobusové nádraží bylo značně poškozeno výbuchem, který byl zároveň nejsmrtelnějším útokem Egyptského vojenské letectva svého druhu. Mnoho Izraelců, zejména obyvatel Tel Avivu, bylo incidentem pobouřeno a vyzvalo Izraelské vojenské letectvo k odvetnému bombardování Egypta. Bombardování také přesvědčilo mnoho pilotů, včetně Lou Lenarta, aby se zapojili do války ve prospěch Izraele.